# Hayato Nakama
Hayato Nakama (仲間 隼斗 Nakama Hayato?), född 6 maj 1992 i Gunma prefektur, är en japansk fotbollsspelare.
Nakama började sin karriär 2011 i Roasso Kumamoto. Han spelade 100 ligamatcher för klubben. 2015 flyttade han till Kamatamare Sanuki. Efter Kamatamare Sanuki spelade han för Fagiano Okayama och Kashiwa Reysol.